# Kommissar Rex
Kommissar Rex (Rex, O Cão Polícia em Portugal e Comissário Rex ou Rex no Brasil) é uma série televisiva austríaca produzida pelo canal austríaco ORF1 e coproduzida pelo canal alemão Sat.1 entre 1994 e 2004. Em 2008, a série regressou, sendo agora produzida pela TV taliana Rai Uno. Desde então já se produziram duas novas temporadas. Na 1ª temporada, Rex tem um novo dono Henry,um agente Italiano.  
O herói desta série é o cão da raça Pastor alemão Rex. Os vários episódios,tratam da investigação de crimes por um detetive de polícia e seu parceiro canino. O cão é sempre o principal responsável pela descoberta dos criminosos, seguindo pistas incríveis ou apontando erros cometidos pelos assassinos, dando razão ao velho ditado "nenhum crime é perfeito". 
O primeiro parceiro de Rex foi o Detetive Richard Moser; quando o ator que o interpretava (o austríaco Tobias Moretti) resolveu deixar a série, Rex passou a trabalhar com Alexander Brandtner (Gedeon Burkhard, alemão nascido em Munique). Com a saída de Burkhard, o cachorro ganhou um novo time, formado pelos policiais Mark Hoffmann (Alexander Pschill) e Niki Herzog (Elke Winkens).
Em Portugal, esta série estreou no canal SIC em 1999, na versão original com legendas em português. E em 2013, o canal SIC K decidiu repetir a série desde o início, desta vez dobrada em português, e algum tempo depois voltou para a SIC. 
No Brasil, estreou no canal por assinatura Multishow no dia 8 de janeiro de 1998 (com legendas) e na TV aberta, em 25 de março de 2007, na Rede Bandeirantes, dublada em português.
Em 1996, foi produzida uma temporada da série spin-off de Kommissar Rex, Stockinger, estrelada por Karl Markovics (o Ernst Stockinger de Rex) e com locações na cidade de Salzburgo, também na Áustria
Vários episódios não foram transmitidos em Portugal e arredores tais como a morte de Hoffman de brandtner e o desaparecimento de Bock. No entanto eles podem ser vistos em dvd noutros países. Uma vez julgados muito violentos nunca passaram a ser vistos na televisão.

## Episódios

### Primeira temporada (1994-1995)
| n.° | Título original                  | Título em francês                 | Difusão | Atores secundários                                                    |
| --- | -------------------------------- | --------------------------------- | ------- | --------------------------------------------------------------------- |
| 1   | Endstation Wien                  | L'attentat                        | 1994    | Heinrich Schweiger, Christiane Hörbiger                               |
| 2   | Ein perfekter Mord               | Le Crime parfait                  | 1994    | Florentin Groll, Michael Rastl, Christine Neubauer, Veronica Ferres   |
| 3   | Flucht in den Tod                | La mort est au bout de la route   | 1994    | Haymon Maria Buttinger                                                |
| 4   | Der Tod der alten Damen          | L'Assassin des vieilles dames     | 1994    | Gusti Wolf, Wolfgang Bock                                             |
| 5   | Tanz auf dem Vulkan              | Danse au-dessus du volcan         | 1994    | Michael Gampe, Julia Lerch, Grzegorz Emanuel                          |
| 6   | Die Tote von Schönbrunn          | La Morte de Schönbrunn            | 1994    | Hanno Pöschl, Gertraud Jesserer, Karlheinz Hackl                      |
| 7   | Diagnose Mord                    | Diagnostic mortel                 | 1994    | Michael Brandner, Karin Kienzer                                       |
| 8   | Ein feines Haus                  | Étrange voisinage                 | 1994    | Franz Buchrieser, Bruno Dallansky, Michael Thomas, Alexandra Hilverth |
| 9   | Amok                             | Amok                              | 1995    | Erika Deutinger, Gedeon Burkhard, Anne Kasprik, Uwe Kroger            |
| 10  | Der erste Preis                  | Le Premier Prix                   | 1995    | Sylvia Haider, Johannes Silberschneider, Gabriele Schuchter           |
| 11  | Tödliche Teddys                  | Nounours mortels                  | 1995    | Nina Franoszek, Josef Griesser                                        |
| 12  | Bring mir den Kopf von Beethoven | Apportez-moi la tête de Beethoven | 1995    | Dirk Martens, Alberto Gimignani                                       |
| 13  | Unter den Straßen von Wien       | Les bas-fonds de Vienne           | 1995    | Dirk Martens, Alberto Gimignani, Ernst Stankovski                     |
| 14  | Schüsse auf Rex                  | L'Enlèvement de Rex               | 1995    | Leonard Lansink, Peter Fitz, Krzysztof Majchrzak                      |

### Segunda temporada (1995-1996)
| n.° | Título original           | Título em francês             | Difusão | Atores secundários                 |
| --- | ------------------------- | ----------------------------- | ------- | ---------------------------------- |
| 1   | Stumme Schreie            | Les yeux bandés               | 1995    | Beate Jensen                       |
| 2   | Blutspuren                | Traces de sang                | 1995    | Claudia Martini, Alexander Pschill |
| 3   | Ein mörderischer Sommer   | Un été meurtrier              | 1995    | Michael Aichhorn, Sabine Petzl     |
| 4   | Tödliche Verführung       | Séduction mortelle            | 1995    | Michael Aichhorn                   |
| 5   | Der maskierte Tod         | Le masque de la mort          | 1995    | Senta Berger, Daniela Gäts         |
| 6   | Die blinde Zeugin         | Témoin aveugle                | 1995    | Maria Blumencron, Hubert Wolf      |
| 7   | Gefährliche Jagd          | Destins croisés               | 1995    | Heinz Weixelbraun                  |
| 8   | Tod eines Kindes          | Qui a tué Sabine ?            | 1995    | Daniela Gaets                      |
| 9   | Im Zeichen des Satans     | Sous le signe de Satan        | 1995    | Daniela Gaets                      |
| 10  | Duft des Todes            | Le parfum de la mort          | 1995    | Daniela Gaets                      |
| 11  | Entführt                  | Coup monté                    | 1995    | Daniela Gaets                      |
| 12  | Tödliche Dosis            | Les cobayes                   | 1996    | Daniela Gaets                      |
| 13  | Drei Sekunden bis zum Tod | Racket                        | 1996    |                                    |
| 14  | Über den Dächern von Wien | Sur les toits de Vienne       | 1996    |                                    |
| 15  | Stockis letzter Fall      | La dernière enquête de Stöcki | 1996    |                                    |

### Terceira temporada (1996-1997)
| n.° | Título original           | Título em francês       | Difusão | Atores secundários |
| --- | ------------------------- | ----------------------- | ------- | ------------------ |
| 1   | Todesrennen               | Tricher n'est pas jouer | 1996    |                    |
| 2   | Stadt in Angst            | Peur sur la ville       | 1996    |                    |
| 3   | Tod im Museum             | Les diamants            | 1996    |                    |
| 4   | Mörderische Leidenschaft  | Passion fatale          | 1996    |                    |
| 5   | Annas Geheimnis           | Le secret d'Anna        | 1996    |                    |
| 6   | Der Puppenmörder          | Poupées                 | 1996    |                    |
| 7   | Unter Hypnose             | Hypnose                 | 1996    |                    |
| 8   | Jagd nach einer Toten     | Plongée en eau trouble  | 1996    |                    |
| 9   | Warum starb Romeo         | Jalousie                | 1996    |                    |
| 10  | Ein Engel auf vier Pfoten | Un ange à quatre pattes | 1996    |                    |
| 11  | Mord à la carte           | Meurtres à la carte     | 1997    |                    |
| 12  | Blutrote Rosen            | Roses de sang           | 1997    |                    |

### Quarta temporada (1997-1998)
| n.° | Título original                     | Título em francês         | Difusão | Atores secundários |
| --- | ----------------------------------- | ------------------------- | ------- | ------------------ |
| 1   | Lebendig begraben                   | La rançon                 | 1998    |                    |
| 2   | Tod eines Schülers                  | La mort d'un élève        | 1998    |                    |
| 3   | Ein mörderischer Plan               | Itinéraire Meurtrier      | 1998    |                    |
| 4   | Mosers Tod                          | La mort de Moser          | 1998    |                    |
| 5   | Der Neue                            | Le Nouveau                | 1998    |                    |
| 6   | Der Mann mit den tausend Gesichtern | L'Homme aux Mille Visages | 1998    |                    |
| 7   | Die Verschwörung                    | Le Complot                | 1998    |                    |
| 8   | Tödliche Leidenschaft               | Une Famille déchirée      | 1998    |                    |
| 9   | Geraubtes Glück                     | La Baby-Sitter            | 1998    |                    |
| 10  | Rache                               | Vengeance                 | 1998    |                    |
| 11  | Der Voyeur                          | Le Voyeur                 | 1998    |                    |
| 12  | Das letzte Match                    | Le Dernier Match          | 1998    |                    |
| 13  | Gefährlicher Auftrag                | Mission dangereuse        | 1998    |                    |

### Quinta temporada (1998-1999)
| n.° | Título original        | Título em francês              | Difusão | Atores secundários |
| --- | ---------------------- | ------------------------------ | ------- | ------------------ |
| 1   | Gnadenlos              | Promotion                      | 1999    |                    |
| 2   | Spurlos verschwunden   | Pour Quelques Notes de Musique | 1999    |                    |
| 3   | Priester in Gefahr     | Le Secret de la confession     | 1999    |                    |
| 4   | Der Verlierer          | Le Perdant                     | 1999    |                    |
| 5   | Trügerische Nähe       | Les Amants                     | 1999    |                    |
| 6   | Rex rächt sich         | Le Loup                        | 1999    |                    |
| 7   | Blinde Wut             | L'enfant gâtée                 | 1999    |                    |
| 8   | Giftgas                | Gás Toxique                    | 1999    |                    |
| 9   | Tödliches Geheimnisse  | Secrets Fatals                 | 1999    |                    |
| 10  | Das Testament          | Le Testament                   | 1999    |                    |
| 11  | Mörderisches Spielzeug | Série Noire                    | 1999    |                    |
| 12  | Hetzjagd               | Le Faux Coupable               | 1999    |                    |
| 13  | Sisi                   | Sissi                          | 1999    |                    |

### Sexta temporada (1999-2000)
1. Gás cheio (Vollgas) De volta a Viena (Kinder auf der Flucht)  Apenas no mundo (Baby in Gefahr)  Chamadas anônimas (Telefonterror)  Glacial (Eiskalt)  Irmãos gêmeos (Brudermord)  O Segredo das Cartas (Tödliches Tarot)  O Assassino da Lua Cheia (Der Vollmondmörder)  O brasileiro (Ein Toter kehrt zurück)  Mort.com (Tod para a Internet)  O Legado Envenenado (Jagd nach dem ewigen Leben)  O cavalo que valeu milhões (Das Millionenpferd)  Ameaça (Duell) 90 min  Ataque à cidade (Attentat auf der Stadt) 90 min

### temporada (2001-2002)
1. Nós não beijamos a polícia (Polizisten küsst man nicht) Castiçais (Tricks an der Theke)  Avalanche (Senkrecht em den Tod)  O cachorrinho (Ein Zeuge auf vier Pfoten)  O último caminho (Wenn Kinder sterben wollen)  Até a última bola (Bis zur letzten Kugel)  Olho por olho (Die Taten der Toten)  Jogos Proibidos (Einer stirbt immer)  Loiras, lindas, mortas (Loiras, hbsch, tot)  Presentes engraçados (feliz aniversario)  Manuseamento (Verliebt in einen Mörder)  No caminho para a glória (Berühmt um jeden Preis)

### Nona temporada (2002-2003)
1. Sob o olho de Anubis (Der Fluch der Mumie) Ataque a Rex (Ataque a Rex)  Por que as crianças têm que morrer? (Wofür Kinder leiden müssen)  Assassinato em um pombal (Ettrichs Traube)  Vitaminas mortais (Vitamina zum Sterben)  Suicídios Suspeitosos (Nachts im Spital)  O crocodilo do Danúbio (Das Donaukrodil)  Prisão Feminina (Eine Tote hinter Gittern)  Ondas (Nina um Mitternacht)  O canteiro de obras abandonado (Schnappschuss)

### Décima temporada (2003-2004)
1. Siga o guia (Die Leiche lebte noch) Perseguição (Verfolgung Verfolgung)  O Desafio (Hexen und andere Frauen)  A taça está cheia (Sein letzter Sonntag)  Lisa e Thomas (Lisa e outras)  desapareceu (Vermißter)  Amnésia (Ein Mann ohne Gedächtnis)  E-mail dos mortos (E-Mail der Toten)  Doping  Nas alturas de Viena (Im Hurteurs von Wien) 90 min  A morte de Hoffmann (Tod hoffman) 90 min

### Décima primeira temporada  (2008)
| n.° | Título original | Título em francês     | Difusão                 | Atores secundários |
| --- | --------------- | --------------------- | ----------------------- | ------------------ |
| 01  | L'incontro      | La rencontre          | 29 de janeiro de 2008   |                    |
| 02  | Calibro 7.65    | Calibre 7.65          | 29 de janeiro de 2008   |                    |
| 03  | Ombre cinesi    | Ombres chinoises      | 5 de fevereiro de 2008  |                    |
| 04  | Impara l'arte   | La plume et le cœur   | 5 de fevereiro de 2008  |                    |
| 05  | Non è tutt'oro  | Journal intime        | 12 de fevereiro de 2008 |                    |
| 06  | Mamma chioccia  | Une poupée de chiffon | 12 de fevereiro de 2008 |                    |
| 07  | In vino veritas | Le prix de la vérité  | 19 de fevereiro de 2008 |                    |
| 08  | Lontano da qui  | Le quatrième complice | 19 de fevereiro de 2008 |                    |

### Décima segunda temporada (2009)
| n.° | Título original            | Título em francês       | Difusão             | Atores secundários |
| --- | -------------------------- | ----------------------- | ------------------- | ------------------ |
| 01  | Vite in pericolo           | Entre la vie et la mort | 17 de março de 2009 |                    |
| 02  | Morte tra i delfini        | Mort au delphinarium    | 17 de março de 2009 |                    |
| 03  | La scuola della paura      | La loi du Talion        | 24 de março de 2009 |                    |
| 04  | Affari di famiglia         | Hara-kiri               | 24 de março de 2009 |                    |
| 05  | La mamma é sempre la mamma | Une mère envahissante   | 31 de março de 2009 |                    |
| 06  | Masquerade                 | Mascarade               | 31 de março de 2009 |                    |
| 07  | L'última scommessa         | La dernière course      | 7 de abril de 2009  |                    |
| 08  | Un uomo solo               | Un homme seul           | 7 de abril de 2009  |                    |
| 09  | Il colore del silenzio     | La couleur du silence   | 21 de abril de 2009 |                    |
| 10  | Il tombarolo               | Le pilleur de tombes    | 21 de abril de 2009 |                    |

### Décima terceira temporada (2011)
| n.° | Título original               | Título em francês          | Difusão             | Atores secundários |
| --- | ----------------------------- | -------------------------- | ------------------- | ------------------ |
| 01  | Il campione                   | Combats clandestins        | 14 de junho de 2011 |                    |
| 02  | Centauri                      | Sabotage                   | 14 de junho de 2011 |                    |
| 03  | L'ululato                     | Six minutes d'avance       | 21 de junho de 2011 |                    |
| 04  | La mia banda suona il rock    | Disque de plomb            | 21 de junho de 2011 |                    |
| 05  | Minuti contati                | Compte à rebours           | 28 de junho de 2011 |                    |
| 06  | Bravi ragazzi                 | Jeunesse dorée             | 28 de junho de 2011 |                    |
| 07  | Occhi di gatto                | C'était elle               | 5 de julho de 2011  |                    |
| 08  | I nomi delle stelle           | Le secret de la comète     | 5 de julho de 2011  |                    |
| 09  | Un caso freddo                | Affaire classée            | 12 de julho de 2011 |                    |
| 10  | Música maestro                | Musique Maestro            | 12 de julho de 2011 |                    |
| 11  | La ragazza scomparsa          | Croisière mouvementée      | 19 de julho de 2011 |                    |
| 12  | La maledizione del Caravaggio | La malédiction du Caravage | 19 de julho de 2011 |                    |

### Décima quarta temporada (2012)
| n.° | Título original          | Título em francês      | Difusão          | Atores secundários |
| --- | ------------------------ | ---------------------- | ---------------- | ------------------ |
| 01  | Ombre                    | Zones d'ombre          | Novembro de 2012 |                    |
| 02  | In mezzo ai lupi         | Dans la gueule du loup |                  |                    |
| 03  | Gioco sottobanco         | Tour de passe-passe    |                  |                    |
| 04  | Una promessa dal passato | Une vieille promesse   |                  |                    |
| 05  | Vendetta                 | Nid de guêpes          |                  |                    |
| 06  | Profondo blu             | Mort en direct         |                  |                    |
| 07  | La casa degli spiriti    | La maison aux esprits  |                  |                    |
| 08  | Tutto in una notte       | Nuit noire             |                  |                    |
| 09  | Una vita per una vita    | Une vie pour une vie   |                  |                    |
| 10  | Il terzo uomo            | Le troisième homme     |                  |                    |
| 11  | Bandiera a mezz'asta     | Le protecteur          |                  |                    |
| 12  | Sinfonia imperfetta      | Famille desunie        |                  |                    |

### Décima quinta temporada (2013)
| n.° | Título original                 | Título em francês                    | Difusão | Atores secundários |
| --- | ------------------------------- | ------------------------------------ | ------- | ------------------ |
| 01  | La Tigre                        | Le Tigre                             | 2013    |                    |
| 02  | Superstar                       | Superstar                            |         |                    |
| 03  | Un delitto quasi perfetto       | Un Crime presque parfait             |         |                    |
| 04  | Il tempo non guarisce le ferite | Le temps ne guérit pas les blessures |         |                    |
| 05  | Una você nella folla            | Une voix dans la foule               |         |                    |
| 06  | L'intruso                       | L'intrus                             |         |                    |
| 07  | Due uomini e un bebé            | Deux hommes et un bebé               |         |                    |
| 08  | Un colpo al cuore               | Un coup au cœur                      |         |                    |
| 09  | Blackout                        | Blackout                             |         |                    |
| 10  | L'attentato                     | L'attentat                           |         |                    |
| 11  | Legami di sangue                | Les liens du sang                    |         |                    |
| 12  | A sangue freddo                 | A sang froid                         |         |                    |